# The Tornados
The Tornados — британський інструментальний гурт, утворений 1961 року у місті Лондон з ініціативи композитора та продюсера Джо Міка (Joe Meek), справжнє ім'я Роберт Джордж Мік (англ. Robert George Meek; 5 квітня 1929, Ньювент, Велика Британія — 3 лютого 1967, Лондон, Велика Британія).

## Склад
До першого складу цього інструментального гурту ввійшли колишні члени формації Colin Hicks & His Cabin Boys: Алан Кедді (Alan Caddy, 2 лютого 1940, Лондон, Велика Британія) — гітара, скрипка та Клем Кеттіні (Clem Cattini, 28 серпня 1939, Лондон) — ударні, сесійні музиканти: Джордж Белламі (George Bellamy, 8 жовтня 1941, Сандерленд, Велика Британія) — гітара та Роджер Лейверн Джексон (Roger Lavern Jackson, 11 листопада 1938, Кіддермінстер, Велика Британія) — клавішні, а також рекомендований Джо Міком — басист Гайнц Берт (Heinz Burt, 24 липня 1942, Гарагін, Німеччина).

## Історія
Спочатку гурт акомпанував сольним виконавцям під час запису у лондонській студії Міка «Holloway», наприклад, Дону Чарльзу, Джону Лейтону та Біллі Фьюері. Дебютний сингл «Love & Fury» не викликав особливої зацікавленості серед слухачів, а ось другий — з композицією Джо Міка та Джеффа Годдарда «Telstar» — досяг великого успіху. Цей твір, що був квінтесенцією інструментального року шістдесятих років, випередив свою епоху, впровадивши сучасне звучання, яке буде застосовано майбутніми поколіннями виконавців. 1962 року цей сингл злетів на вершину як британського, так і американського чартів. Навіть гурту The Shadows не вдалось досягти такого значного успіху. На жаль, через організаційні причини невдало пройшло американське турне. Попри це сингл «Eric The Red» підкорив топ-аркуші за океаном, а сингли «Globetrotter», «Robot» та «The Ice Cream Man» ввійшли до британського Top 20. Стиль гурту з успіхом копіювали інші виконавці, наприклад, The Volcanos з композицією «Polaris».
Однак після виходу зі складу Берта та невдачі сингла «Dragonfly», подальша кар'єра The Tornados була під знаком питання. Відчувався брак нових ідей, наприклад, пісня «Life On Venus» була копією «Telstar». Коли гурт залишив Кеттіні, інші учасники The Tornados зробили відчайдушну спробу відшукати втрачену популярність, однак смерть Міка 1967 року стала останнім приводом для припинення діяльності.
У середині сімдесятих років Беллемі, Берт, Кеттіні та Лейверн реанімували на короткий час гурт під назвою The Original Tornados. 1989 року на хвилі ренесансу музики шістдесятих Кеттін з'явився з новим складом The Tornados. Однак нова продукція не викликала такої зацікавленості, як їх старі інструментальні хіти.

## Дискографія
- 1964: Away From It All
- 1972: The World Of The Tornados
- 1976: Remembering… The Tornados

### Heinz Burt
- 1963: Heinz
- 1977: Remembering… Heinz